# Caso SQM
El caso SQM es un escándalo político y caso judicial chileno de carácter penal, que surgió en 2015 durante el segundo gobierno de la presidenta Michelle Bachelet, referido al financiamiento ilegal de candidatos y partidos políticos realizado por la empresa Sociedad Química y Minera de Chile (SQM) a través de pagos a personas relacionadas con estos por servicios nunca prestados.
El caso comenzó a ser indagado a fines de 2014, en el marco de la investigación de la Fiscalía de Chile por el denominado caso Penta. El trabajo de los persecutores permitió descubrir que SQM —controlada por el empresario Julio Ponce Lerou, conocido por haber sido yerno del dictador Augusto Pinochet— pagó entre 2009 y 2014 más de 14 millones de dólares de manera ilegal a casi 300 personas, con el objetivo de financiar campañas parlamentarias y presidenciales —como también a partidos— de casi todo el espectro de la clase política tradicional de Chile, incluyendo las campañas de los candidatos a la presidencia Sebastián Piñera, Eduardo Frei, y Marco Enríquez-Ominami en 2009.
Las continuas revelaciones de la investigación —junto con el golpe provocado por el caso Caval, destapado en ese mismo verano y protagonizado por el hijo y la nuera de la presidenta— provocaron una grave crisis política al interior del gobierno de Michelle Bachelet y de la coalición Nueva Mayoría, la cual llegó a su punto cúlmine en mayo de 2015, cuando la mandataria le pidió la renuncia a todo su gabinete, semanas después de que se conociera que su campaña presidencial de 2013 también había recibido aportes de SQM y que Rodrigo Peñailillo, ministro del Interior y Seguridad Pública de su administración, había emitido boletas a la empresa recaudadora de los fondos de campaña.
A lo largo de más de tres años, el caso acumuló más de 180 imputados y provocó la salida del gobierno del ministro Peñailillo, del ministro de Hacienda Alberto Arenas y del director del Servicio de Impuestos Internos (SII), Michel Jorratt. Al año 2018 había solo ocho personas con condena y alrededor de 120 ya habían dejado de ser investigadas. El 14 de febrero de 2018, la Corte de Apelaciones de Santiago confirmó la suspensión condicional del único proceso judicial en contra de SQM como persona jurídica y el 2 de marzo la Corte Suprema de Chile rechazó desaforar al senador Fulvio Rossi (aunque la Fiscalía pidió su formalización luego de que dejara el Senado). En agosto de 2021, la Fiscalía a cargo de la persecutora Claudia Perivancich decidió no perseverar en las investigaciones de 32 de los acusados, por no haber querella por parte del Servicio de Impuestos Internos. Entre los 32 acusados que quedaron fuera de las investigaciones, se encontraban Rodrigo Peñailillo; Irina Rossi, hermana del exparlamentario Fulvio Rossi; Jorge y Benjamín Pizarro, hijos del vicepresidente del Senado de Chile, Jorge Pizarro; Harold Correa, exjefe de gabinete del exministro Nicolás Eyzaguirre; y Alex Matute, hermano de Jorge Matute Johns.

## Antecedentes

### Financiamiento de la política
Hasta el año 2003, el financiamiento a partidos y campañas políticas en Chile se encontraba totalmente desregulado. A la inexistencia de un mecanismo de financiamiento público, tampoco había mecanismos de control de aportes privados. Esta realidad cambió ese año con la entrada en vigencia de la Ley 19887 sobre transparencia, límites y control de gasto electoral. La normativa permitió tanto el financiamiento público como el proveniente de personas y empresas; de igual manera fijó límites de gasto electoral y en el monto máximo por donante según el tipo de candidatura. Por último, también creó la figura de «aportes reservados», montos mayores a 20 UF y menores al 10 % del gasto total de cada candidato o partido, la cual permitía a empresas realizar donaciones secretas a campañas sin que el candidato, en teoría, supiera el origen de ese aporte.
Solo para elecciones de senadores y diputados, entre 2005 y 2013 la clase política recibió más de 36 mil millones de pesos en aportes reservados, de los cuales el 45 % fue a la Unión Demócrata Independiente (UDI), el 20 % a Renovación Nacional (RN), el 15 % a la Democracia Cristiana (DC), el 7 % al Partido por la Democracia (PPD), el 4 % al Partido Socialista (PS) y el 1 % al Partido Radical Socialdemócrata (PRSD).
En el caso de las elecciones parlamentarias y presidencial de 2013, en tanto, el 90 % del total de aportes privados fue secreto, cifra que llegó a 21 mil millones de pesos, donados por doce particulares y 297 empresas. Ese año, a su vez, el monto máximo por donante según el tipo de candidato era de $ 45,8 millones para presidente y $ 28,6 millones para diputado o senador.

### SQM
Sociedad Química y Minera de Chile es una empresa chilena que se creó en 1968, durante el gobierno de Eduardo Frei Montalva, como sociedad minera mixta, con el fin de mejorar la producción y explotación del salitre. En 1971, durante la administración de Salvador Allende, fue adquirida en un 100 % por la Corfo, pero en la década siguiente fue privatizada por la dictadura militar, lo que permitió que en 1987 el ingeniero forestal, exgerente general de Corfo y entonces yerno del dictador Augusto Pinochet, Julio Ponce Lerou, obtuviera el control de la compañía.[cita requerida]
Con el retorno a la democracia, en 1990 Ponce Lerou trajo de vuelta a la gerencia general de SQM a Patricio Contesse, ingeniero forestal que trabajó en Conaf cuando era dirigida por Ponce Lerou en los años 70, y posteriormente en otras empresas del Estado como CAP y Enacar durante la década de 1980. Contesse —quien ya había estado en SQM entre 1981 y 1982— llegaba desde la vicepresidencia ejecutiva de Codelco y en ese tiempo ya era el brazo derecho de Ponce Lerou. Se mantendría como gerente general de la compañía por los próximos 25 años.[cita requerida]
A mediados de los 90, SQM ingresó al negocio del litio gracias al derecho de explotación del salar de Atacama que le concedió la Corfo —y también inició su internacionalización con la adquisición de otras empresas en el área de químicos y fertilizantes—, lo que le permitió en los años siguientes convertirse en el principal productor de litio en el mundo. Hacia 2014, la explotación del salar litio le reportaba a SQM ingresos por 785 millones de dólares, equivalentes al 39 % de los ingresos totales de la compañía. Asimismo, Ponce Lerou era el controlador de la compañía con el 32,03 % de la propiedad, mientras que el segundo mayor accionista era la firma canadiense Potash Corporation (PCS) con el 32 %.
Ese mismo 2014 a SQM también le había tocado protagonizar uno de los mayores escándalos financieros del país: el denominado caso Cascadas. Debido a infracciones a la ley de valores y sociedades anónimas, en septiembre de ese año —meses antes de que estallara el caso SQM—, Ponce Lerou fue multado con 1 700 000 UF (equivalentes a 69,5 millones de dólares en ese tiempo) por la Superintendencia de Valores y Seguros, la multa más alta en la historia de Chile. No obstante, en 2019 dicha sanción sería rebajada a 75 000 UF (casi 3 millones de dólares) por la Corte de Apelaciones de Santiago, fallo que confirmaría la Corte Suprema en 2020.

### Caso Penta
En agosto de 2014, el Servicio de Impuestos Internos (SII) denunció a siete personas ligadas al Grupo Penta —entre ellas sus principales socios Carlos Alberto Délano y Carlos Eugenio Lavín— por fraude tributario ante el Ministerio Público. Según la denuncia inicial, el grupo habría defraudado al Fisco por una cifra que se calculaba entre los 260 y 660 millones de pesos.
El caso tomó ribetes políticos en octubre de ese año, cuando un exejecutivo de Penta, Hugo Bravo, declaró que el grupo había hecho donaciones irregulares a políticos del partido Unión Demócrata Independiente (UDI) para financiar sus campañas electorales. Entre los beneficiados por Penta, según Bravo, estaban el fundador y líder del partido, Jovino Novoa, los senadores Ena von Baer e Iván Moreira, el exalcalde de Santiago Pablo Zalaquett y los independientes Laurence Golborne —quien fuera ministro del presidente Sebastián Piñera y precandidato presidencial de la UDI para la elección de 2013— y Andrés Velasco, también precandidato presidencial ese año y exministro de Hacienda del gobierno de Michelle Bachelet.

## Investigación inicial

### Primeros hallazgos
A mediados de octubre de 2014 —en el contexto de la investigación por el caso Penta que lideraba el fiscal Carlos Gajardo, jefe de la Unidad de Alta Complejidad de la Fiscalía Metropolitana Oriente— un proveedor de campaña del exalcalde Pablo Zalaquett declaró que había emitido boletas falsas a Penta en 2013 para financiar la fallida campaña senatorial de la exautoridad, pero también confirmó que había emitido boletas por servicios no prestados a las empresas Ripley, Alsacia, CorpBanca y SQM. En las semanas posteriores, el 7 de noviembre, el fiscal Gajardo envió al Servicio de Impuestos Internos (SII) un informe pidiendo las querellas tributarias, por lo que el SII inició su propia investigación.
Dos meses después, el 9 de enero de 2015, el SII anunció que se querellaba por delitos tributarios en contra del exsubsecretario de Minería Pablo Wagner —investigado por cohecho y lavado de activos ya que había recibido 42 millones de pesos por parte de Penta mientras era subsecretario— y su cuñada María Carolina de la Cerda por emitir 59 boletas ideológicamente falsas entre 2009 y 2014. Una de esas boletas, emitida por De la Cerda en julio de 2009 por la suma de 7,5 millones de pesos, había sido a nombre de SQM —y el dinero destinado a la campaña senatorial del excandidato presidencial de la UDI, Joaquín Lavín—, por lo que el SII también pidió a la Fiscalía que solicitara a SQM toda su contabilidad entre 2009 y 2014. Sin embargo, tres días después dicha solicitud fue acotada por el SII a tan solo julio de 2009, según se revelaría posteriormente, tras una «solicitud» al propio Jorratt hecha el mismo día 9 por el abogado y militante PPD Samuel Donoso —cercano al senador Guido Girardi y al ministro del Interior Rodrigo Peñailillo— quien se había presentado como asesor del ministro Peñailillo. Pese a este cambio, el fiscal Gajardo pudo iniciar su indagación a la compañía que controlaba Julio Ponce Lerou.
Las primeras diligencias —el allanamiento a las oficinas de SQM y la obtención de la contabilidad requerida— fueron realizadas el 16 de enero y revelaron la existencia de boletas sospechosas en el caso de 19 personas, pero no solo ligadas a políticos de la UDI, como ocurría en el caso Penta, sino también a figuras de la coalición gobernante, la Nueva Mayoría: el senador socialista Fulvio Rossi, el diputado democratacristiano Roberto León y el también DC y exembajador de Chile en República Checa, Marcelo Rozas. Estos nuevos nombres, junto con otros, comenzarían a divulgarse en la prensa a contar del 17 de febrero, pero a fines de enero ya era de conocimiento público el temor que rondaba en la Nueva Mayoría de que la investigación a SQM siguiera expandiéndose y empezaran a aparecer parlamentarios y dirigentes del sector involucrados.

### Fiscal nacional asume investigación
Todavía considerada como una arista del caso Penta, el 17 de febrero el fiscal Gajardo fue notificado por el fiscal metropolitano oriente (s) José Veizaga de que ya no seguiría a cargo de la indagatoria a SQM, por lo que ese mismo día Gajardo le presentó su renuncia al fiscal titular Alberto Araya, quien se había inhabilitado previamente de la investigación a SQM porque había trabajado para la compañía durante la década de 1990. Al día siguiente, Ayala también le informó a Gajardo que lo apartaba de la indagatoria a Penta, por lo que ese mismo día Gajardo y el fiscal Pablo Norambuena presentaron sus renuncias ante la fiscal nacional (s) Solange Huerta. Asegurando no estar enterada de las movidas para apartar a los fiscales de las dos aristas, Huerta les solicitó que no renuncien y a cambio, como garantía, sacó a Veizaga de la investigación y designó al fiscal Andrés Montes para la arista SQM. No obstante, en los días siguientes el nuevo nombramiento generó numerosas críticas, ya que el fiscal Montes —quien se encontraba de vacaciones al momento del nombramiento y no pudo rebatir la asignación— era hijo del senador PS Carlos Montes.
Unos días después, el 23 de febrero, un reportaje de El Mostrador reveló una lista de al menos 39 políticos ligados a pagos que SQM realizó durante 2010. La mayoría de los involucrados era de la Alianza, principalmente de la UDI y funcionarios del gobierno de Sebastián Piñera. También se repetían nombres, como Marcelo Rozas, o aparecían nuevos asesores de figuras que ya se conocían, como Fulvio Rossi. En la lista figuraban, entre otros, un hijo de Pablo Longueira —uno de los líderes de la UDI y exministro de Economía de Sebastián Piñera—, un asesor del senador UDI Juan Antonio Coloma, un asesor del senador UDI Jaime Orpis y al menos tres personas que habían trabajado ese año y el anterior en la campaña presidencial de Piñera.
Debido a las críticas a la Fiscalía y a las continuas revelaciones que daban cuenta de la magnitud que empezaba a adquirir el escándalo, el fiscal nacional Sabas Chahuán anunció el 24 de febrero, tras regresar de vacaciones, que asumía personalmente la investigación de los casos Penta y SQM, con la ayuda de los fiscales Carlos Gajardo, Pablo Norambuena y Emiliano Arias. De esta manera, se convirtió en el primer fiscal nacional en la historia del Ministerio Público en hacer uso de esta facultad excepcional.

### Expansión de la investigación y quiebre en SQM
A la espera de que el SII presentara la querella contra la empresa por delitos tributarios cometidos entre 2009 y 2014 —acción clave para que la Fiscalía pudiera acceder a la información contable de SQM de esos años—, el lunes 9 de marzo los fiscales Norambuena y Arias acudieron a las oficinas de SQM y entregaron a la compañía la solicitud del fiscal nacional, fechada el 6 de marzo, que pedía la entrega voluntaria de toda su contabilidad entre 2009 y 2014. SQM respondió que en dos días cumpliría con la solicitud.
Sin embargo, el 11 de marzo la empresa cambió de parecer: el abogado Samuel Donoso, quien había presionado al SII en enero y ahora representaba al gerente general Patricio Contesse, ingresó ese día en el Octavo Juzgado de Garantía de Santiago un requerimiento para impedir que la Fiscalía realice incautaciones de la contabilidad requerida, ya que no había querella por parte del SII que avalara dichas diligencias. No obstante, horas más tarde el directorio de la compañía salió a aclarar que la decisión judicial había sido tomada por Contesse como persona natural, y no a nombre del directorio. El evidente quiebre que ya había al interior del directorio de SQM quedaría expuesto en la sesión del día siguiente: los directores Wolf von Appen, Juan Antonio Guzmán, Hernán Büchi y Patricio Contesse Fica (este último hijo del gerente general) —nombrados por Ponce Lerou — votaron a favor de pedir un informe independiente en relación con la solicitud de entregar la contabilidad solicitada por el fiscal nacional, decisión que cuestionaron dos de los tres directores que representaban a Potash Corporation (PCS)  —Alejandro Montero y José María Eyzaguirre; el tercero era Wayne Brownlee—, quienes estaban por la postura de que SQM debía cooperar con la Fiscalía. Esa misma jornada, en paralelo, el Octavo Juzgado de Garantía desestimó la solicitud hecha por Patricio Contesse.
Tras el informe jurídico, elaborado por el abogado Gabriel Zaliasnik, el lunes 16 el directorio de SQM anunció que no iba entregar la información contable al Ministerio Público y que, en cambio, la hizo llegar al SII, con el fin de acogerse a la «autodenuncia» y así evitar la acción penal. Esa misma tarde también informó el despido de Patricio Contesse —cuya situación ya era insostenible debido a que era sindicado como el responsable de los pagos ilegales y se negaba a colaborar con la Fiscalía— y en su reemplazo nombró al subgerente Patricio de Solminihac, quien asumió esa misma tarde como nuevo gerente general. Pero ese mismo lunes también el abogado Samuel Donoso, a nombre de Contesse, volvió a insistir con bloquear la investigación del fiscal nacional, esta vez presentando un requerimiento de inaplicabilidad ante el Tribunal Constitucional, el cual al día siguiente fue acogido a trámite por el órgano. Con el ingreso del requerimiento, ese mismo martes 17 el Tribunal fijo la audiencia de presentación de alegatos para el 25 de marzo, congelando así la investigación por lo menos hasta esa fecha.
Estos últimos acontecimientos provocaron que la noche del martes 17 renunciaran los tres representantes de PCS al directorio de SQM, debido a «conflictos y tensiones» al interior de la empresa minera, lo que fue confirmado por la compañía canadiense al día siguiente: «Ha quedado claro que, dada nuestra posición minoritaria y disidente en el directorio, no estamos en condiciones de asegurar que una apropiada investigación sea conducida al interior de la empresa o que SQM colabore efectivamente con el Ministerio Público».

### Presión sobre el SII y primeras querellas
Debido a su demora en ejercer una acción penal en contra de SQM —en contraste con su rápido actuar en el caso Penta—, hacia mediados de marzo el director del Servicio de Impuestos Internos, Michel Jorratt, ya era abiertamente cuestionado tanto por figuras de la oposición como del oficialismo, quienes lo acusaban de proteger al gobierno y a la Nueva Mayoría. Y el atraso —según el SII porque aún no había antecedentes suficientes para ampliar la querella, aunque Jorratt dos meses más tarde admitiría públicamente haber recibido presiones desde el Ministerio del Interior para no investigar a SQM— jugaba en contra de la Fiscalía, ya que el 30 de abril prescribían los delitos tributarios cometidos en 2009, año de elecciones parlamentarias y presidencial, de las cuales los rumores ya decían que había candidatos de todos los sectores ligados a pagos ilegales.
A raíz de la dilación por parte del SII y de la decisión del Tribunal Constitucional, la mañana del miércoles 18 de marzo el fiscal nacional Sabas Chahuán ofició al SII y le dio un plazo de 48 horas para que le entregara la información contable que ahora tenía en su poder, de lo contrario, la Corte de Apelaciones de Santiago tendría que resolver la disputa.
La presión inmediatamente surtió efecto: ese mismo día el SII confirmó que «pronto» estaría en condiciones de presentar acciones penales, y dos días después, la mañana del viernes 20, hizo entrega de la información que le solicitaba el Ministerio Público. De esta manera, en los días siguientes el SII inició las primeras acciones para expandir la investigación: el lunes 23 —mismo día en que Julio Ponce Lerou, en la que sería su única declaración ante el Ministerio Público por el caso SQM, negó ante los fiscales todo conocimiento de financiamiento irregular, pese a ser controlador y presidente del directorio de la compañía— presentó una querella ante el Octavo Juzgado de Garantía de Santiago por delitos tributarios en contra de SQM, y el martes 24 ingresó una denuncia ante el Ministerio Público contra doce personas por delitos tributarios y la emisión de 73 boletas falsas, acción la cual sumó un nuevo nombre a los ya conocidos hasta ese momento: Rodolfo Baier, entonces subsecretario general de Gobierno, quien era indagado por haber emitido una boleta a SQM en 2013 por 6 millones de pesos, por servicios presuntamente no prestados. En paralelo, durante esa jornada también se conoció que el caso ahora se extendía a RN: el exvicepresidente del partido y consejero regional en el Biobío, Claudio Eguiluz,  aparecía con boletas emitidas a la compañía entre 2011 y 2014.
Al día siguiente, el miércoles 25, el gerente general de SQM Patricio de Solminihac reconoció en una conferencia con inversionistas la existencia de pagos por 11 millones de dólares «sin justificación suficiente» entre 2009 y 2014; esa misma jornada también el Tribunal Constitucional declaró inadmisible el requerimiento de inaplicabilidad presentado por Patricio Contesse —el que en todo caso ya no tenía sentido luego de las querellas presentadas por el SII en los dos días previos—, lo que permitió la reanudación de la investigación penal. Y así lo hizo la Fiscalía: la tarde del jueves 26 los fiscales Gajardo, Norambuena y Arias allanaron las oficinas de SQM, desde donde requisaron la información contable comprendida entre 2009 y 2014.

## Crisis política
La primera vinculación de la campaña presidencial de Michelle Bachelet con SQM llegó el 1 de abril, seis días después del allanamiento a las oficinas de la minera no metálica, cuando un reportaje de El Mostrador reveló la existencia de la empresa Asesorías y Negocios SpA (AyN), creada en 2011 por el geógrafo y recaudador político Giorgio Martelli. Martelli, militante del PPD, había sido administrador electoral de la campaña de Bachelet en 2005 y asesor de la campaña de Frei en 2009. Sin entregar detalles de montos involucrados, el medio detalló que AyN había emitido boletas a la empresa controlada por Ponce Lerou entre 2011 y 2013. Desde La Moneda, inicialmente negaron conocer a AyN y solo informaron que Martelli no trabajaba para el Gobierno, sin embargo, tras la publicación La Moneda o salió a aclarar ese mismo día que Martelli sí había sido parte de la campaña presidencial y que esta «se realizó en el marco de la ley». Radio Bio Bio, esa misma jornada, dio a conocer el detalle de una primera boleta: emitida en octubre de 2013, por un monto de $ 8 333 333.
El remezón a toda la clase política, no obstante, llegó al día siguiente, cuando el SII interpuso una nueva denuncia en la Fiscalía: ahora ampliaba a 173 los nombres de personas y empresas con documentos tributarios supuestamente falsos —237 facturas y 609 boletas, que en total sumaban 4340 millones de pesos—, ligadas a políticos de la UDI, RN, PRI, DC y PPD. Entre los nuevos nombres apareció un hijo del exsenador y exministro Pablo Longueira, el fallecido senador Adolfo Zaldívar, una empresa de los hijos del senador Jorge Pizarro, empresas relacionadas o cercanas a la familia Frei y dos empresas ligadas al expresidente Sebastián Piñera. La UDI era el partido con más nexos —59 personas—, mientras que RN sumaba 15, el PRI siete y el oficialismo once, incluidos funcionarios de gobierno. Y si bien no era parte de la denuncia, también esa jornada el excandidato presidencial Marco Enríquez-Ominami reconoció que su asesor y exsecretario general del Partido Progresista, Cristian Warner, había emitido una boleta a SQM. En un punto de prensa dos días después de la denuncia, la presidenta Bachelet pidió dejar «que las instituciones funcionen» y «no destruyamos la honra de personas que a lo mejor no han hecho nada de esto».
La extensa lista de nombres y partidos involucrados, más los casos Penta y Caval que seguían desarrollándose en paralelo a las constantes revelaciones del caso SQM, generaron un revuelo generalizado y críticas a toda la clase política, malestar que ilustró el contralor Ramiro Mendoza con la frase «La corrupción ha llegado», emitida el lunes de 6 de abril durante su última cuenta pública antes de dejar el cargo. Por ello, en los días siguientes se iniciaron conversaciones a nivel de cúpulas partidarias para salir de la crisis institucional mediante un pacto político. El primer paso se dio el 9 de abril, una semana después de la denuncia del SII, cuando la UDI, RN, la DC, el PPD, el PR, el PS y el Partido Comunista —pese a que este último no había sido financiado por SQM— firmaron un inusual documento con el cual manifestaron asumir «nuestra propia responsabilidad en estos hechos, y el compromiso de superar esta situación en un marco de legitimidad y en la perspectiva de construir una nueva institucionalidad en materia de probidad y transparencia», además de apoyar el trabajo del Ministerio Público y de la Comisión Engel, creada en febrero por el Gobierno para que estudie y proponga reformas en probidad y transparencia.

### Crisis en La Moneda
Pero en los días siguientes la administración de Bachelet comenzó a sumirse en una crisis: el 12 de abril La Tercera dio a conocer que el director del SII, Michel Jorratt, había prestado servicios a la empresa de Giorgio Martelli —que no había sido incluida en la denuncia del 2 de abril— entre enero de 2012 y marzo de 2013. Jorratt había trabajado en la campaña de Bachelet como asesor en materias tributarias, de cara a la reforma tributaria que sería parte del programa de gobierno de la mandataria. Pero dos días después La Moneda confirmó a Jorratt en el puesto.
No obstante, el golpe más grande llegó el 15 de abril, cuando The Clinic reveló que el ministro del Interior Rodrigo Peñailillo había emitido en 2012 cuatro boletas a nombre de AyN, por cuatro millones de pesos cada una. El ministro reconoció esa misma jornada que había trabajado para la empresa de Martelli, «estudiando lo que fue la crisis económica internacional», pero aseguró que los trabajos se habían realizado, que Martelli «en la campaña de 2013 jugó un rol de colaboración no permanente» y que no había habido nada irregular: «Puedo garantizar que cada peso que se gastó en esa campaña corresponde al marco legal [...] La campaña de 2013 fue basada completamente en base al marco legal».
Desde ese momento, la posición y credibilidad de Peñailillo comenzaría a erosionarse. El 17 de abril se reveló que Martelli había pagado un mes de arriendo (abril de 2013) del comando presidencial de Bachelet ubicado en calle Tegualda, Providencia, por lo que su rol en la campaña había sido más preponderante que lo que había asegurado el ministro. Posteriormente, el 20 de abril, se conoció que dos de los más cercanos asesores de Peñailillo —junto con una amiga y prima de Bachelet— también habían emitido boletas a AyN en 2012 y 2013. Sin mostrar los informes, Peñailillo reiteró que se habían realizado y exigió «respeto a la honra de las personas», por lo que empezó a ser presionado para que muestre los supuestos trabajos.
El 22 de abril SQM anunció que Julio Ponce Lerou dejaría la presidencia de SQM tras 28 años, lo que se concretó dos días después. En esa misma jornada, la compañía también reconoció pagos irregulares adicionales por 1,9 millones de dólares, provenientes de su filial SQM Salar. Al día siguiente, el 25 de abril, se reveló que SQM Salar, cuya contabilidad había sido incautada por la Fiscalía ocho días antes, el 17 de abril, había pagado a la empresa de Martelli 246 millones de pesos por 23 facturas emitidas entre enero de 2012 y octubre de 2013.  Un día después, en entrevista con El Mercurio, Peñailillo reiteró haber realizado los trabajos para Martelli, aseguró que tenía en su computador los informes y afirmó que no tenía problema en entregarlos al SII, mientras que en la semana siguiente se conoció que había más funcionarios de gobierno que habían emitido boletas a la empresa AyN, entre ellos varios asesores del ministro de Hacienda Alberto Arenas.
El domingo 3 de mayo, sin que aún la opinión pública conociera los informes, el ministro Peñailillo se negó a enseñarlos en entrevista con Teletrece y aseguró que ya los había mostrado a El Mercurio la semana anterior. Sin embargo, dos días después El Mercurio, en una inusual medida, desmintió al secretario de Estado, aclaró que nunca tuvo acceso a los documentos y lo acusó de confundir a la opinión pública. Tras las presiones, finalmente ese mismo 5 de mayo, veinte días después de que se conociera que había emitido boletas a AyN, el ministro Peñailillo dio a conocer los tres informes que realizó a la empresa de Martelli, no obstante, tras conocerse parte de los contenidos, inmediatamente surgieron acusaciones de que los documentos contenían párrafos plagiados.

### Cambio de gabinete
La grave crisis que vivía la administración de Bachelet —que también se había visto duramente golpeada por el caso Caval, cuyo deficiente manejo político y comunicacional era endosado al ministro Peñailillo— llegó a su punto cúlmine la noche del miércoles 6 de mayo, cuando la presidenta Michelle Bachelet, en entrevista con el animador Mario Kreutzberger (Don Francisco), anunció a todo el país que horas antes había solicitado la renuncia a todos sus ministros, un hecho sin precedentes en la historia moderna de Chile, y que se había dado un plazo de 72 horas para hacer los cambios. Un día después, Ciper dio cuenta de las presiones de Hacienda e Interior al Servicio de Impuestos Internos para que este no se querellara contra Martelli y la pugna al interior del SII por la querella, lo que sería negado por ambas instituciones.
El cambio de gabinete finalmente se anunció el día 11 y se confirmó lo que se venía especulando en las últimas horas: la reconfiguración total del equipo político de la presidenta. Así, salieron el ministro Peñailillo (reemplazado por el entonces ministro de Defensa Jorge Burgos) y el ministro de Hacienda Alberto Arenas, quien fue sucedido por Rodrigo Valdés. También salió Álvaro Elizalde, de la Secretaría General de Gobierno, mientras que Ximena Rincón, entonces ministra secretaria general de la Presidencia, se fue al Ministerio del Trabajo; ambos fueron reemplazados respectivamente por Marcelo Díaz y Jorge Inzunza. Otros cambios ocurrieron en los ministerios de Desarrollo Social y Cultura, con las salidas de María Fernanda Villegas y Claudia Barattini.
Ese mismo 11, finalmente el SII presentó una querella en contra de Giorgio Martelli por delito tributario. Una semana después, pese a haber sido confirmado en el cargo a mediados de abril después de que se conociera el vínculo laboral que tuvo con AyN, Michel Jorratt renunció a la dirección del SII, a petición del Gobierno.

## Financiamiento irregular

### SQM
Un informe elaborado en 2015 por el estudio de abogados estadounidense Shearman & Sterling —a solicitud de SQM— concluyó que entre 2008 y 2014 la compañía entregó de manera ilegal 14,7 millones de dólares a 223 proveedores para financiar campañas y partidos políticos, los cuales emitieron en total 1425 boletas falsas.
El mismo análisis determinó que el 45 % de los políticos vinculados a los pagos estaba ligado a la UDI, el 11 % a RN, otro 11 % a la DC, un 10 % al PRI, 8 % al PS, 7 % al PRSD y 3 % al PPD. En 2017, la compañía reconocería ante el Departamento de Justicia de los Estados Unidos que efectivamente realizó «pagos indebidos» a políticos chilenos por 14,7 millones de dólares.
El 97 % de los pagos irregulares fue aprobado por Patricio Contesse, gerente general de SQM por 25 años y brazo derecho del controlador y presidente de la compañía, Julio Ponce Lerou. El porcentaje menor, en tanto, fue aprobado por Eugenio Ponce, vicepresidente y hermano de Julio Ponce.

### Otras empresas
La investigaciones a Penta y SQM también revelaron la existencia de otras empresas que financiaron de manera irregular partidos y campañas políticas, las cuales nunca fueron denunciadas ante la justicia penal por el SII.
En marzo de 2015, en medio de la vorágine por la crisis al interior de SQM, el Servicio de Impuestos Internos anunció un procedimiento de auto denuncia, para que grandes empresas, en situaciones similares a Penta y SQM, pudieran «regularizar su situación tributaria» mediante la rectificación de declaraciones entre 2009 y 2014 con «brechas de cumplimiento tributario». Algunas de las empresas que terminaron por acogerse a este procedimiento fueron Aguas Andinas, Alsacia, CorpBanca, Endesa, Inversiones Caburga (del grupo Said), Ripley y VTR, además de las pertenecientes al grupo Angelini.
En el caso del grupo Angelini, sus empresas Copec, Celulosa Arauco y Constitución, Corpesca, Cruz del Sur y Siemel rectificaron en total 2250 millones de pesos, por pagos a sociedades o personas ligadas a políticos como Alberto Espina (RN), Felipe Harboe (PPD), Gabriel Silber (DC), Pablo Longueira (UDI), Iván Moreira (UDI) el expresidente Eduardo Frei, el excandidato presidencial Marco Enríquez-Ominami y figuras del PRI. En el caso de la campaña presidencial de Bachelet, el grupo Angelini —a través de Copec y de Celulosa Arauco— entregó $ 208 millones a AyN, la empresa de Giorgio Martelli, entre 2012 y 2013 por «asesorías profesionales». La investigación posterior determinó que varios informes que entregó Martelli eran plagios. También fueron investigados penalmente y condenados por cohecho los exparlamentarios Marta Isasi y Jaime Orpis por el caso Corpesca, destapado en 2013, antes de los casos Penta y SQM.
Endesa, dirigida entonces por el PPD Jorge Rosenblut, también financió ilegalmente las campañas de Frei en 2009 y Bachelet en 2013. En 2015 rectificó montos por $ 276 millones por pagos a la empresa de Giorgio Martelli, como también a la de Pedro Yaconi, recaudador de Frei en 2009.
Aguas Andinas, por su parte, rectificó pagos por $ 76 millones que beneficiaron a Sebastián Piñera, luego de que Jaime de Aguirre, uno de los emisores de boletas y director ejecutivo de Chilevisión en el tiempo que Piñera era dueño del canal de televisión, reconociera ante la Fiscalía que nunca prestó servicios por los que emitió boletas a Aguas Andinas; también rectificó un pago realizado al abogado Carlos Castro, ligado a RN, por 5,5 millones. Si bien no realizó otras rectificaciones, Ciper reveló que entre 2009 y 2014 Aguas Andinas pagó centenares de millones de pesos a acerca de 30 personas o empresas ligadas a políticos, entre ellos Eduardo Frei, Pablo Longueira y Laurence Golborne, además $ 422 millones a casi una decena de think tanks de derecha y centro-izquierda, entre ellos Libertad y Desarrollo, el Instituto Libertad. Fundación Jaime Guzmán, Fundación Chile 21 y el Centro de Estudios y Gestión Ambiental Para el Desarrollo.
La empresa Inversiones Caburga del grupo Said —dueño o con participación en otras compañías como Embotelladora Andina, Parque Arauco y BBVA Chile— rectificó en 2015 pagos por un total de $ 663 millones, asociados a nombres como Sebastián Piñera, Eduardo Frei, Laurence Golborne, el lobbista Enrique Correa, el entonces senador DC Andrés Zaldívar, el ministro del Tribunal Constitucional, Cristián Letelier y los entonces diputados Fuad Chahín (DC), Gonzalo Fuenzalida (RN) y José Manuel Edwards (ex RN). En tanto, la empresa Newport de la rama Said-Handal rectificó pagos por $ 95 millones que se realizaron en 2010 y 2011, de los cuales $ 20 millones fueron a personas ligadas a Eduardo Frei y otros $ 50 millones a empresas de Piñera.
En su declaración a la Fiscalía en 2018, Patricio Contesse aseguró que a lo menos 45 empresas en Chile han realizado aportes ilegales a políticos, tal como lo hizo SQM.